# Leucopis nigripes
Leucopis nigripes är en tvåvingeart som beskrevs av Malloch 1933. Leucopis nigripes ingår i släktet Leucopis och familjen markflugor. Inga underarter finns listade i Catalogue of Life.